# Neotinea × dietrichiana
Neotinea × dietrichiana är en orkidéart som först beskrevs av Bogenh., och fick sitt nu gällande namn av H.Kretzschmar, Eccarius och Helga Dietrich. Neotinea × dietrichiana ingår i släktet tätnycklar, och familjen orkidéer. Inga underarter finns listade i Catalogue of Life.